# Alcolea del Río
Alcolea del Río település Spanyolországban, Sevilla tartományban. Alcolea del Río Carmona, Lora del Río és Villanueva del Río y Minas községekkel határos. Lakosainak száma 3279 fő (2024).

## Népesség
A település népessége az elmúlt években az alábbi módon változott:
| Lakosok száma | 3366 | 3336 | 3331 | 3394 | 3424 | 3402 | 3413 | 3373 | 3308 | 3279 |
|               | 2001 | 2004 | 2007 | 2009 | 2012 | 2014 | 2017 | 2019 | 2022 | 2024 |